# Украденные дети (фильм)
1. REDIRECT Украденные дети (фильм, 1993)